# 西沢一鳳
西沢 一鳳（にしざわ いっぽう、旧字体：西澤、享和2年（1802年） - 嘉永5年12月2日（1853年1月11日））は、江戸時代後期の歌舞伎狂言作者、考証家。名は利助（りすけ）、のち九左衛門（きゅうざえもん）。屋号に正本屋（しょうほんや）、別号に李叟（りそう）、堂号に綺語堂（きごどう）、軒号に世代軒（せだいけん）、庵号に秋倉庵（しゅうそうあん）・秋声庵（しゅうせいあん）、俳名に蒼々・滄々（そうそう）などがある。
浮世草子作者・浄瑠璃作者の西沢一風（1665-1731)の曾孫。大坂に生まれ、家業の正本(歌舞伎脚本)屋と貸本屋を心斎橋南四丁目で営みながら俳諧を好み、歌舞伎狂言を執筆。大坂劇壇での活動の後に江戸に移って活動を続けた。歌舞伎狂言の台本を数多く著したほか、人形浄瑠璃や歌舞伎の考証にも業績があり、さらに紀行文や随筆なども多く遺している。下寺町の大蓮寺に眠る。

## 歌舞伎
- 狂言
  - 『源平魁躑躅』（げんぺい さきがけ つつじ）通称「扇屋熊谷」
  - 『けいせい雪月花』（けいせい せつげっか）
  - 『花魁莟八総』（はなのあに つぼみの やつぶさ）
  - 『紅色桔梗女団七』（べにききょう おんな だんしち）
- 舞踊劇
  - 『夕月船頭』 常磐津。作詞・作曲は四代目岸沢式佐。弘化4年 (1847) 江戸市村座初演。

## 著作
- 『皇都午睡』（みやこの ひるね） 嘉永3年 (1850) 上梓　-　江戸見聞録。江戸や道中諸国の文化風俗を京・大阪と比べて論じたもの
- 『伝奇作書』（でんき さくしょ） 天保14年 (1843) 初稿、嘉永4年 (1851) 上梓　- 歌舞伎や浄瑠璃の作者の伝記、狂言の筋書、評釈、実説考証、作劇方法や役者の逸話、古書の写しなどをまとめたもの[3]
- 『脚色余録』
- 『讃仏乗』
- 『綺語文草』
- 『有馬旅行紀行』